# Ian McDiarmid

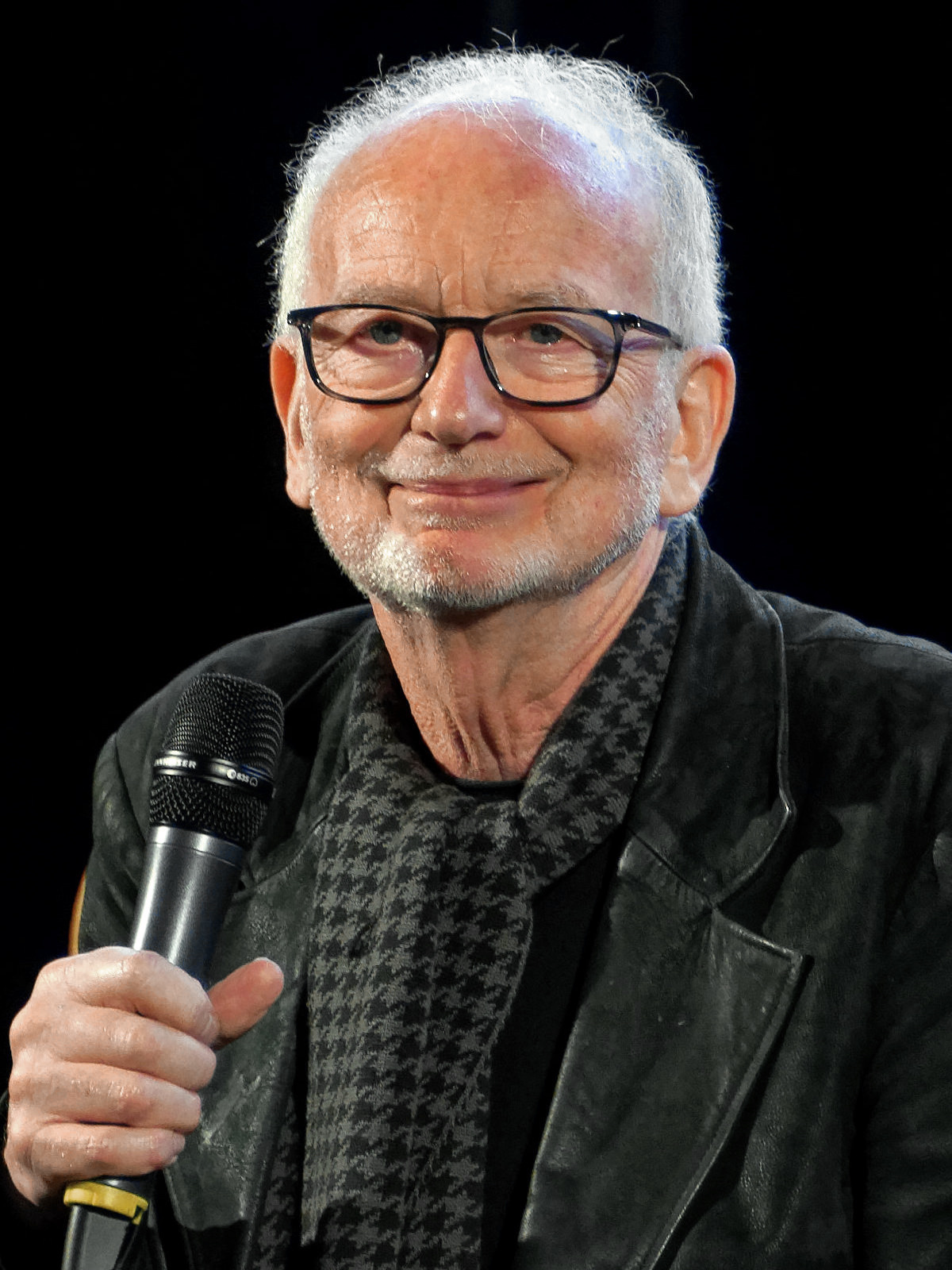
Ian McDiarmid auf der Comic Con, 2020, Brüssel

Ian McDiarmid (Aussprache: [məkˈdɜrmɨd]) (* 11. August 1944 in Carnoustie, Schottland) ist ein britischer Schauspieler.
Internationale Bekanntheit erlangte er durch die Darstellung des Imperators Palpatine bzw. Darth Sidious, des großen Widersachers in den Star-Wars-Filmen. Er verkörperte diese Figur seit 1983 in sechs der neun Episoden.
Neben zahlreichen anderen Kino- und Fernsehproduktionen arbeitet er hauptsächlich als Theaterschauspieler und -regisseur.

## Karriere
Obwohl er schon seit seiner Jugend an der Schauspielerei interessiert war, absolvierte McDiarmid zunächst ein Studium der Psychologie und Soziologie an der University of St Andrews. Erst danach besuchte er Schauspielkurse an der Royal Scottish Academy of Music and Drama in Glasgow, wo er 1968 für seine Arbeit mit einer Goldmedaille ausgezeichnet wurde.
Im Laufe seiner Karriere spielte und inszenierte McDiarmid ein breites Spektrum an Theaterstücken. Darüber hinaus leitete er von 1990 bis 2001 zusammen mit Jonathan Kent das „Almeida Theatre“ in London.
Als McDiarmid 1981 eine kleine Nebenrolle im Kinofilm Der Drachentöter spielte, begegnete er erstmals George Lucas, dessen Firma Industrial Light & Magic an den Spezialeffekten des Films arbeitete. Lucas sah ihn daraufhin in Sam Shepards Stück Seduced, in dem er überzeugend eine deutlich ältere Figur spielte. Das veranlasste Lucas, ihn für die Rolle des Imperators in der letzten Star-Wars-Episode Die Rückkehr der Jedi-Ritter zu engagieren, die sich zu dem Zeitpunkt bereits in Produktion befand. Auch in der neuen Star-Wars-Trilogie zwei Jahrzehnte später übernahm McDiarmid diese Rolle, die ihm diesmal deutlich mehr abverlangte, da er sowohl den Lord der Sith und späteren Imperator Darth Sidious als auch dessen Alter Ego, Senator Palpatine, darzustellen hatte. Im neunten und letzten Teil der Saga übernahm dieser wieder die Rolle des Imperators Palpatine. Später nahm McDiarmid auch zu Promotionzwecken für das Spiel Angry Birds Star Wars 2 Sprachaufnahmen auf.
Trotz der Erfolge der Star-Wars-Filme konzentrierte McDiarmid seine Arbeit stets auf das Theater. 1982 erhielt er den Olivier Award als bester Schauspieler in einem neuen Stück. 2006 wurde er für die Rolle des Teddy in Brian Friels Stück Faith Healer, sein Debüt am New Yorker Broadway, mit dem Tony Award als bester Nebendarsteller ausgezeichnet.

## Filmografie

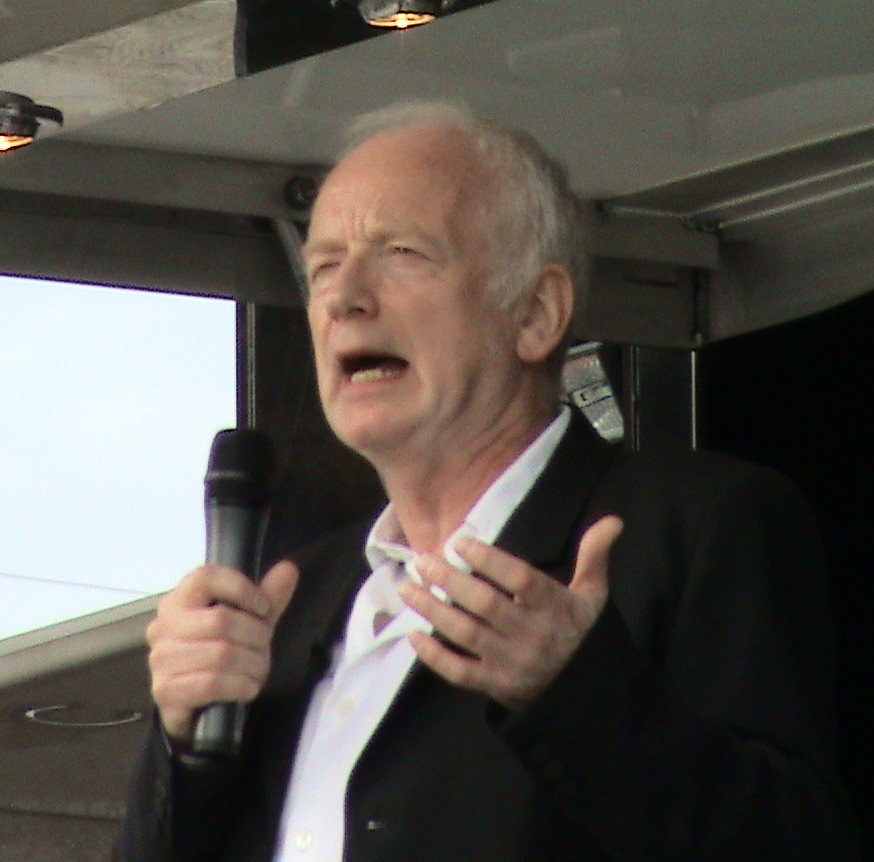
Ian McDiarmid, 2007

Neben seinen Theaterengagements spielte Ian McDiarmid in mehreren Fernsehproduktionen, darunter einer Verfilmung von Shakespeares Macbeth 1979 und 2005 neben Helen Mirren in Elizabeth I, sowie in folgenden Produktionen:
- 1976: Zwei nette Früchtchen (The Likely Lads)
- 1979: Die Profis (The Professionals, Fernsehserie, Folge 3x05, The Madness of Mickey Hamilton)
- 1980: Das Erwachen der Sphinx (The Awakening)
- 1980: Richards Erbe (Richard's Things)
- 1981: Der Drachentöter (Dragonslayer)
- 1983: Die Rückkehr der Jedi-Ritter (Star Wars: Return of the Jedi)
- 1983: Gorky Park
- 1988: Zwei hinreißend verdorbene Schurken (Dirty Rotten Scoundrels)
- 1990: Inspektor Morse, Mordkommission Oxford (Inspector Morse, Fernsehserie, 1 Folge)
- 1993: Die Abenteuer des jungen Indiana Jones (The Adventures of Young Indiana Jones, Fernsehserie, Folge 2x26)
- 1995: Restoration – Zeit der Sinnlichkeit (Restoration)
- 1997: Rebecca (Fernsehfilm)
- 1999: Star Wars: Episode I – Die dunkle Bedrohung (Star Wars Episode I: The Phantom Menace)
- 1999: Sleepy Hollow
- 2002: Star Wars: Episode II – Angriff der Klonkrieger (Star Wars Episode II: Attack of the Clones)
- 2004: Das Imperium schlägt zurück (Star Wars Episode V: The Empire Strikes Back, DVD-Neufassung)
- 2005: Star Wars: Episode III – Die Rache der Sith (Star Wars Episode III: Revenge of the Sith)
- 2005: Elizabeth I
- 2014: Utopia (Fernsehserie, 5 Folgen)
- 2015, 2018: Star Wars Rebels (Fernsehserie, 5 Folgen, Stimme)
- 2016: Die versunkene Stadt Z (The Lost City of Z)
- 2018: Britannia (Fernsehserie)
- 2019: Star Wars: Der Aufstieg Skywalkers (Star Wars: The Rise of Skywalker)
- 2021–2024: Star Wars: The Bad Batch (Fernsehserie, 3 Folgen, Stimme)
- 2022: Obi-Wan Kenobi (Miniserie, Folge 1x06)
- 2022: Star Wars: Geschichten der Jedi (Tales of the Jedi, Folge 1x04, Stimme)

## Auszeichnungen
- 1982: Laurence Olivier Award als Bester Schauspieler in einem Neuen Stück für Insignificance
- 1985: Time Out Comedy Award als Regisseur für Scenes from an Execution
- 1990: Time Out Comedy Award als Regisseur für Volpone
- 1995: Manchester Evening News Award als Bester Schauspieler für Hated Nightfall
- 2001: Critics’ Circle Theatre Awards als Bester Theaterschauspieler für Faith Healer
- 2002: Clarence Derwent Awards als Bester Nebendarsteller für Faith Healer
- 2004: Manchester Evening New Awards und Theatregoers’ Choice Award als Bester Schauspieler für Henry IV
- 2005: Theatregoers’ Choice Awards als Bester Schauspieler für König Lear
- 2006: Tony Award als Bester Nebendarsteller für Faith Healer
- 2006: Theatre World Award als Herausragende Debüt-Leistung für Faith Healer